# Église Saint-Martin de Bourg-et-Comin
L'église Saint-Martin est une église située à Bourg-et-Comin, en France.

## Localisation
L'église est située sur la commune de Bourg-et-Comin, dans le département de l'Aisne.

## Historique
Le monument est classé au titre des monuments historiques en 1919.